# Spoorlijn aansluiting Blumenthal - Recklinghausen Hauptbahnhof
De spoorlijn aansluiting Blumenthal - Recklinghausen Hbf is een Duitse spoorlijn en is als spoorlijn 2223 onder beheer van DB Netze. 

## Geschiedenis
Het traject werd door de Preußische Staatseisenbahnen geopend op 1 mei 1905.  

## Treindiensten
De lijn is alleen in dienst voor goederenvervoer.

## Aansluitingen
In de volgende plaatsen is of was er een aansluiting op de volgende spoorlijnen:
aansluiting Blumenthal
DB 2250, spoorlijn tussen Oberhausen-Osterfeld Süd en Hamm
Recklinghausen-Hillen
DB 2224, spoorlijn tussen Recklinghausen Ost en Recklinghausen Hauptbahnhof
lijn tussen Recklinghausen Ost en Wanne Westhafen
Recklinghausen Hauptbahnhof
DB 2200, spoorlijn tussen aansluiting Wanne-Eickel en Hamburg
DB 2224, spoorlijn tussen Recklinghausen Ost en Recklinghausen Hauptbahnhof

## Elektrificatie
Het traject werd in 1967 geëlektrificeerd met een wisselspanning van 15.000 volt 16 2/3 Hz.